# Pistolet Arminex Trifire
Trifire – produkowany przez firmę Arminex Ltd pistolet samopowtarzalny. Konstrukcja tej broni była oparta na klasycznym pistolecie Colt M1911. Podstawowymi zmianami w stosunku do pierwowzoru było pozbawienie Trifire bezpiecznika chwytowego, przeniesienie bezpiecznika nastawnego na zamek. Trifire dzięki odpowiedniej budowie zamka i szkieletu mógł być zasilany nabojami 9 mm Parabellum, .38 Super i .45 ACP (zmiana naboju wymagała wymiany lufy, jej łożyska i sprężyny powrotnej).